# Шевцов, Анатолий Егорович
Анатолий Егорович Шевцов (род. 15 августа 1933, Унеча, Западная область) — советский хозяйственный, государственный и политический деятель, Герой Социалистического Труда.

## Биография
Родился в 1933 году в Унече. Член КПСС с 1958 года.
С 1954 года — на хозяйственной, общественной и политической работе. В 1954—1996 гг. — техник по первичной переработке льна, мастер смены на Екимовичском льнозаводе, мастер смены на Понизовском льнозаводе, главный инженер, директор Рославльского льнозавода Смоленской области.
Указом Президиума Верховного Совета СССР от 8 августа 1989 года присвоено звание Героя Социалистического Труда с вручением ордена Ленина и золотой медали «Серп и Молот».
Избирался народным депутатом РСФСР. Делегат XIX Всесоюзной партийной конференции.
Живёт в деревне Льнозавод.